# Wallingford Riegger
Pour les articles homonymes, voir Wallingford.
Wallingford Constantine Riegger (né le 29 avril 1885 – mort à New York le 2 avril 1961) est un compositeur américain prolifique, qui se distingua dans la musique d'orchestre, de ballet moderne et de musique de film. Il est né à Albany dans l'État de Géorgie, mais vécut principalement à New York,.
Il est remarqué pour avoir été l'un des premiers compositeurs américains à employer le dodécaphonisme d'Arnold Schoenberg.

## Biographie
Riegger est né en 1885 de Ida Wallingford et Constantine Riegger. En 1888, après l'incendie de l'entreprise de scierie que possédait son père, sa famille déménage à Indianapolis, et plus tard à Louisville dans le Kentucky, et finit par s'installer définitivement à New York en 1900. Violoncelliste de talent, il obtient son diplôme de la première classe de l'Institute of Musical Art, plus tard connu sous le nom de la Juilliard School, en 1907, après avoir étudié auprès de  Percy Goetschius. Il poursuit ses études au Conservatoire de Berlin pendant trois ans, auprès de Max Bruch. Après son retour en 1910, il épouse Rose Schramm en 1911, avec qui il a trois filles. Il retourne un temps en Allemagne et accepte plusieurs postes de direction d'orchestre, mais en 1917 l'Amérique entre en guerre contre l'Allemagne et il doit  interrompre son séjour et revenir aux États-Unis ,. De 1918 à 1922, il enseigne la théorie musicale et le violoncelle à la Drake University. Au cours de la plus grande partie de la période de 1930 à 1956, il poursuit la publication de musique et enseigne dans diverses universités de New York, notamment l'Institut de musique et d'art Ithaca College. En 1957, il est appelé devant la Commission des activités anti-américaine, qui enquêtait sur le communisme dans le monde musical. En 1958, Leonard Bernstein lui rend honneur en jouant sa musique orchestrale avec l'Orchestre philharmonique de New York. Il meurt à New York en 1961 après avoir trébuché sur les laisses de deux chiens en train de se battre, la chute provoque  une blessure à la tête irrémédiable qui ne se guérit pas malgré les traitements.
On compte parmi ses élèves George Gershwin et Alan Stout.

## Style musical
Riegger est connu pour son utilisation du système dodécaphonique de Schoenberg, mais il ne l'a pas utilisé dans toutes ses compositions. Par exemple, Dance Rhythms n'a pas été écrit dans ce style. En dehors de Schoenberg, Riegger a également été fortement influencé par ses amis, Henry Cowell et Charles Ives. Avec Cowell, Ives, Carl Ruggles, et John J. Becker, Riegger a fait partie du groupe de compositeurs américains modernes connu sous le nom de « American Five » .

### Première période
Dès le début de sa carrière comme compositeur, son style musical fut sensiblement différent de ses œuvres tardives marquées par le système dodécaphonique. Ses premières compositions, influencées par Goetschius, étaient d'influence romantique.

### Dernière période
À partir du milieu des années 1930, Riegger  commence par écrire des musiques de ballet contemporain. Plus tard, alors que sa carrière a déjà progressé, il utilise la technique de Schoenberg de plus en plus souvent, cependant il revient quelquefois à sa première manière. À partir de 1941, il se focalise presque exclusivement sur la musique instrumentale. Sa Symphonie n° 3 a reçu le prix du New York Music Critics' Circle et le Prix Naumburg Foundation Recording.

## Œuvres
Orchestre
- Study in Sonority, (1927)
- Fantasy and Fugue, Op. 10 (1930)
- Dichotomy, Op. 12 (1931) pour orchestre de chambre
- Consummation, Op. 31 (1939)
- New Dance, (1940)
- Passacaglia and Fugue, Op. 34a (1942)
- Symphonie nº 1 (1944)
- Symphonie nº 2 (1945)
- Symphonie nº 3, Op. 42 (1946–1947, révisé 1960)
- New and Old, (1947)
- Music for Orchestra, Op. 50 (1958)
- Suite for Younger Orchestras, Op. 56 (1953)
- Romanza pour orchestre à cordes, Op. 56a (1953); Lullaby from the Suite for Younger Orchestras
- Dance Rhythms, Op. 58 (1954)
- Overture, Op. 60 (1955)
- Preamble and Fugue, Op. 61 (1955)
- Symphonie nº 4, Op. 63 (1956)
- Festival Overture, Op.68 (1957)
- Quintuple Jazz, Op. 72 (1958)
- Music for Orchestra, 1958
- Sinfonietta, Op. 73 (1959)
- Canon and Fugue pour orchestre à cordes

Musique d'harmonie et ensemble de vents
- Ballet for Band, Op. 18 (1935)
- Passacaglia and Fugue, Op. 34 (1942)
- Processional, Op. 36 (1943)
- Music for Brass Choir, Op.45 (1949)
- Prelude and Fugue, Op.52 (1953)
- Dance Rhythms, Op. 58a (1954); original pour orchestre

Musique Concertante
- Elegy pour violoncelle et orchestre (1916)
- Concerto pour piano et quintette à vent, Op. 53 (1953)
- Variations pour piano et orchestre, Op. 54 (1952–1953)
- Variations pour violon et orchestre, Op. 71 (1959)
- Introduction and Fugue pour violoncelle et cuivres, Op. 74 (1960)

Musique de chambre
- Elegy pour alto et piano (1915)
- Piano Trio, Op. 1 (1919)
- Revery pour violoncelle (ou alto) et piano (1920)
- Lullaby pour violoncelle (ou alto) et piano (1922)
- Study in Sonority pour 10 violons ou un multiple, Op. 7 (1927)
- Suite pour flûte solo, Op. 8 (1929)
- Quatuor à cordes nº 1, Op.30 (1938–1939)
- Duos for Three Woodwinds pour flûte, hautbois, clarinette, Op. 35 (1944)
- Sonatina pour violon et piano, Op. 39 (1948)
- Quatuor à cordes nº 2, Op.43 (1948)
- Piano Quintet, Op. 47 (1951)
- Quintette de vents, Op. 51 (1952)
- Variations pour violon et alto, Op. 57 (1956)
- Etudes pour clarinette solo (1957)
- Quatuor à cordes nº 3 (1957)
- Movement pour 2 trompettes, trombone et piano, Op. 66
- Introduction and Fugue pour 4 violoncelles ou orchestre de violoncelles, Op. 69 (1962)

Piano
- Blue Voyage, Rhapsody, Op. 6 (1927)
- New Dance pour 2 pianos (1932)
- The Cry pour piano 4-mains, Op. 22 (1935)
- Four Tone Pictures (1939)
- New and Old, Op. 38 (1944)
- Petite Étude, Op. 62 (1956)
- Evocation pour piano 4-mains, Op. 17
- Scherzo pour 2 pianos
- Skip to My Lou, Duo pour 2 pianos
- The Galway Piper, Duo pour 2 pianos
- The Harold Flammer Duet Album, Mélodies populaires arrangées pour piano 4-mains

Musique Vocale
- La Belle Dame sans Merci (poème de John Keats, pour deux sopranos, contralto, ténor, violon, alto, violoncelle, contrebasse, hautbois (cor anglais), clarinette et cor anglais; créé le 19 septembre 1924, au 7e Berkshire Festival of Chamber Music)

Danse
- With My Red Fires (1936)